# Varsói főegyházmegye
A Varsói főegyházmegye (latinul: Archidioecesis Varsaviensis, lengyelül: Archidiecezja warszawska) egy metropolita főegyházmegye Lengyelországban. Érseki szélvárosa Varsó. A főegyházmegyének két szuffragán egyházmegyje van, a Płocki és a Varsó-Prahai egyházmegye.

## Története
Az egyházmegyét 1798. október 16-án alapították az Ad universam agri Dominici curam pápai bullával, majd 1818. március 12-én emelték a szuffragán érsekséggé (Militantis Ecclesiae regimini bulla). 1828. június 30-án (Ex impsita nobis bulla) kapta meg a metropolita főegyházmegyei rangot. 1946. és 1992- között perszonálunióban volt a Gnieznói főegyházmegyével. Amikor a lengyel egyházmegyéket 1992-ben átalakították (március 25-i Totus Tuus Poloniae Populus apostoli apostoli konstitúció), ez az unió feloszlott, és helyet adtak az új Łowiczi és Varsó-Prahai egyházmegyének. A néhány egyházmegye egyike (Római, Essen és New York-i mellett), nem öleli fel a teljes (jelenlegi) várost, amelyről a nevét kapta; a maradék a Varsó-Prahai egyházmegye.  Kezdetben a Łódźi és a Łowiczi egyházmegye a varsói érseki tartományhoz tartozott. Łódź azonban 2004-ben metropóliai székhely lett, Łowicz pedig annak a szuffragán egyházmegyéje.

## Szomszédos egyházmegyék
- Łowiczi egyházmegye
- Płocki egyházmegye
- Varsó-Pragai egyházmegye
- Siedlcei egyházmegye
- Radomi egyházmegye

## Fordítás
- Ez a szócikk részben vagy egészben  az   Erzbistum Warschau című német Wikipédia-szócikk ezen változatának fordításán alapul.  Az eredeti cikk szerkesztőit annak laptörténete sorolja fel. Ez a jelzés csupán a megfogalmazás eredetét és a szerzői jogokat jelzi, nem szolgál a cikkben szereplő információk forrásmegjelöléseként.